# The New Dress
The New Dress è un cortometraggio muto del 1911 diretto da David W. Griffith.

## Produzione
Il film fu prodotto dalla Biograph Company. Venne girato in California, a San Gabriel.

## Distribuzione
Distribuito dalla General Film Company, il film - un cortometraggio in una bobina - uscì nelle sale cinematografiche statunitensi il 15 maggio 1911.